# Pepijn van de Merbel
Pepijn van de Merbel (Oud Gastel, 18 maart 2002) is een Nederlands voetballer die speelt als doelman. In juli 2024 verruilde hij NAC Breda voor FC Den Bosch.

## Clubcarrière
Van de Merbel speelde in de jeugd van SC Gastel en werd in 2012 opgenomen in de jeugdopleiding van Willem II. Hierna vertrok hij naar Brabant United, de gezamenlijke jeugdopleiding van RKC Waalwijk en FC Den Bosch. Die laatste club nam hem in 2017 over, voor hij een jaar later naar NAC Breda verkaste. In januari 2021 tekende de doelman zijn eerste professionele contract bij de club, tot medio 2024. Hij mocht zijn debuut maken op 16 december 2022, doordat eerste twee doelmannen Roy Kortsmit en Aron van Lare ziek waren. Hierdoor begon Van de Merbel in de basis tegen Almere City. Door een doelpunt van Jeredy Hilterman ging het thuisduel met 0–1 verloren. In het voorjaar van 2024 kreeg Van de Merbel te horen dat zijn contract niet verlengd zou worden aan het einde van het seizoen.
Aan het einde van het seizoen 2023/24 stond Van de Merbel weer onder de lat vanwege blessures bij Roy Kortsmit en Tein Troost. Hij speelde ook in de nacompetitie en wist daarin met NAC Breda te promoveren naar de Eredivisie. Na afloop van de finale tegen Excelsior werd bekend dat hij transfervrij verkaste naar zijn oude jeugdclub FC Den Bosch. Bij deze club tekende hij voor twee seizoenen, met een cluboptie voor nog een jaar. Na de laatste wedstrijd in de voorbereiding op het seizoen 2024/25, tegen FC Emmen (1–0 nederlaag), bevestigde trainer David Nascimento dat Van de Merbel de concurrentiestrijd met Mees Bakker had gewonnen en dat hij de eerste doelman zou zijn. Op 8 augustus 2024 maakte hij zijn officiële debuut voor FC Den Bosch in de met 2–0 verloren uitwedstrijd bij FC Eindhoven. Tijdens een interlandperiode begin september 2024 raakte de doelman geblesseerd en moest hij noodgedwongen alsnog zijn plek onder de lat afstaan. Op 13 december 2024, in de met 1–1 gelijk gespeelde thuiswedstrijd tegen Jong PSV, keerde Van de Merbel dankzij een knieblessure van Bakker terug onder de lat. Uiteindelijk keepte hij vierentwintig competitiewedstrijden waarin hij negen maal zijn doel schoon hield. Ook in zijn tweede seizoen bij FC Den Bosch startte Van de Merbel als eerste doelman.

## Clubstatistieken
| Seizoen | Club         | Competitie     | Competitie | Competitie | Beker | Beker | Internationaal | Internationaal | Nacompetitie | Nacompetitie | Totaal | Totaal |
| Seizoen | Club         | Competitie     | Wed.       | Dlp.       | Wed.  | Dlp.  | Wed.           | Dlp.           | Wed.         | Dlp.         | Wed.   | Dlp.   |
| ------- | ------------ | -------------- | ---------- | ---------- | ----- | ----- | -------------- | -------------- | ------------ | ------------ | ------ | ------ |
| 2022/23 | NAC Breda    | Eerste divisie | 2          | 0          | 0     | 0     | —              | —              | 1            | 0            | 3      | 0      |
| 2023/24 | NAC Breda    | Eerste divisie | 5          | 0          | 0     | 0     | —              | —              | 6            | 0            | 11     | 0      |
| 2024/25 | FC Den Bosch | Eerste divisie | 24         | 0          | 0     | 0     | —              | —              | 4            | 0            | 28     | 0      |
| 2025/26 | FC Den Bosch | Eerste divisie | 1          | 0          | 0     | 0     | —              | —              | 0            | 0            | 1      | 0      |
| Totaal  | Totaal       | Totaal         | 32         | 0          | 0     | 0     | 0              | 0              | 11           | 0            | 43     | 0      |

Bijgewerkt op 9 augustus 2025.